# Glenea scopifera
Glenea scopifera é uma espécie de escaravelho da família Cerambycidae. Foi descrita por Francis Polkinghorne Pascoe em 1859.